# Лешно-Дольне
Лешно-Дольне (пол. Leszno Dolne) — село в Польщі, у гміні Шпротава Жаґанського повіту Любуського воєводства.
Населення — 342 особи (2011).
У 1975-1998 роках село належало до Зеленогурського воєводства.

## Демографія
Демографічна структура станом на 31 березня 2011 року:
|          | Загалом | Допрацездатний вік | Працездатний вік | Постпрацездатний вік |
| -------- | ------- | ------------------ | ---------------- | -------------------- |
| Чоловіки | 162     | 39                 | 115              | 8                    |
| Жінки    | 180     | 40                 | 107              | 33                   |
| Разом    | 342     | 79                 | 222              | 41                   |